# Ever After (アルバム)
『Ever After』（エバー・アフター）は、米倉千尋のカバーアルバムである。スターチャイルドレコード（キングレコード）から発売されたアニメソングをアコースティックアレンジでカバーしている。

## 収録曲
1. 残酷な天使のテーゼ （TVアニメ「新世紀エヴァンゲリオン」OP曲）
  - 作詞：及川眠子、作曲：佐藤英敏、編曲：信田かずお
2. Give a reason （TVアニメ「スレイヤーズNEXT」OP曲）
  - 作詞：有森聡美、作曲：佐藤英敏、編曲：信田かずお
3. 水の星へ愛をこめて （TVアニメ「機動戦士Ζガンダム」後期OP曲）
  - 作詞・作曲：ニール・セダカ、訳詞：売野雅勇、編曲：信田かずお
4. 嵐の中で輝いて （OVA「機動戦士ガンダム 第08MS小隊」OP曲）
  - 作詞：渡辺なつみ、作曲：夢野真音、編曲：信田かずお
5. 天使のゆびきり （TVアニメ「彼氏彼女の事情」OP曲）
  - 作詞：藤井フミヤ、作曲：有賀啓雄、編曲：信田かずお
6. 遠い記憶 （OVA「機動戦士ガンダム0080 ポケットの中の戦争」ED曲）
  - 作詞・作曲：椎名恵、編曲：信田かずお
7. Trust You Forever （TVアニメ「機動武闘伝Gガンダム」後期OP曲）
  - 作詞・作曲：鵜島仁文、編曲：信田かずお
8. 約束の場所へ （TVアニメ「カレイドスター」後期OP曲）
  - 作詞・作曲：米倉千尋、編曲：川本盛文
9. 天使の休息 （TVアニメ「それゆけ!宇宙戦艦ヤマモト・ヨーコ」OP曲）
  - 作詞：奥井雅美、作曲：矢吹俊郎、編曲：信田かずお
10. YOU GET TO BURNING （TVアニメ「機動戦艦ナデシコ」OP曲）
  - 作詞：有森聡美、作曲：大森俊之、編曲：信田かずお
11. FRIENDS （TVアニメ「仙界伝 封神演義」ED曲）
  - 作詞・作曲：米倉千尋、編曲：信田かずお